# Katrin Apel

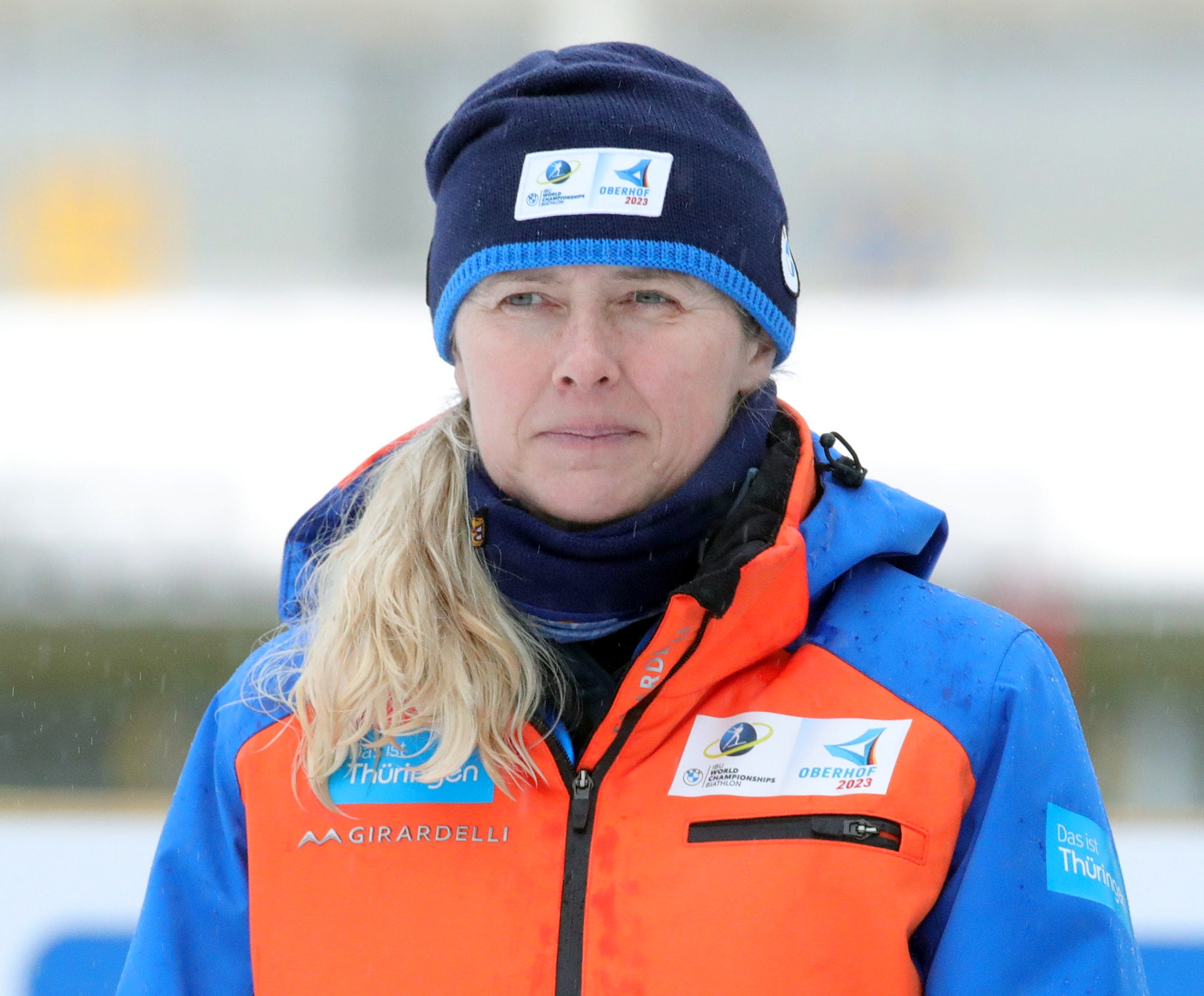
Katrin Apel (2023)

Katrin Apel, född 4 maj 1973 i Erfurt är en tysk före detta skidskytt. Hon avslutade karriären efter säsongen 2006/2007.
Apel började med längdåkning men hon bytte till skidskytte när hon missade kvalifikationen för de olympiska vinterspelen 1994. Med stafetten vann hon vid olympiska vinterspelen 1998 och 2002 en guldmedalj samt 2006 en silvermedalj. Dessutom kom hon 1998 på tredje platsen i det individuella sprintloppet. Efter idrottskarriären var hon 6 år anställd vid en skola och ergoterapeut.

## Meriter
Olympiska vinterspel
- 1998: 
  - Stafett – guld
  - Sprint – brons
- 2002: Stafett – guld
- 2006: Stafett – silver

 Världsmästerskap
- 1996: 
  - Stafett  – guld
  - Lagtävling – guld
- 1997: Stafett – guld
- 1999: Stafett – guld
- 2000: 
  - Sprint - silver
  - Stafett – silver
- 2001: Stafett – silver
- 2004: 
  - Masstart – silver
  - Stafett – brons
- 2005: Stafett – silver

 Världscupen:
- Världscupen totalt
  - 2002: 5:a
  - 2002: 
    - Sprint – 4:a
    - Jaktstart – 4:a
- Världscuptävlingar: 4 segrar